# Gray Township (Illinois)
Pour l’article homonyme, voir Gray Township (Pennsylvanie).
Gray Township est un township du comté de White dans l'Illinois, aux États-Unis,. En 2010, le township comptait une population de 1 141 habitants.

## Source de la traduction
- (en) Cet article est partiellement ou en totalité issu de l’article de Wikipédia en anglais intitulé « Gray Township, White County, Illinois » (voir la liste des auteurs).